# Lützschena-Stahmeln

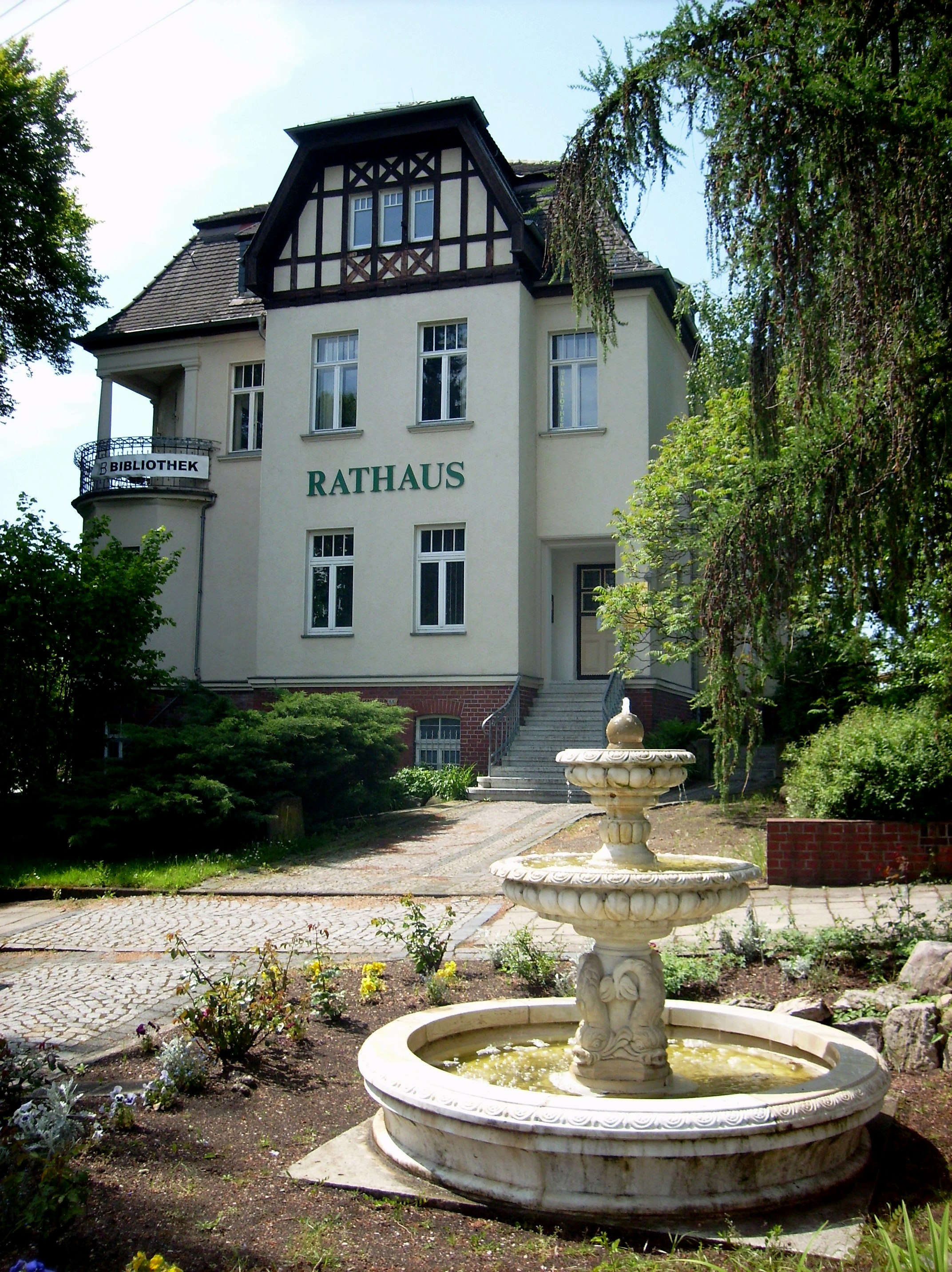
Rathaus Lützschena

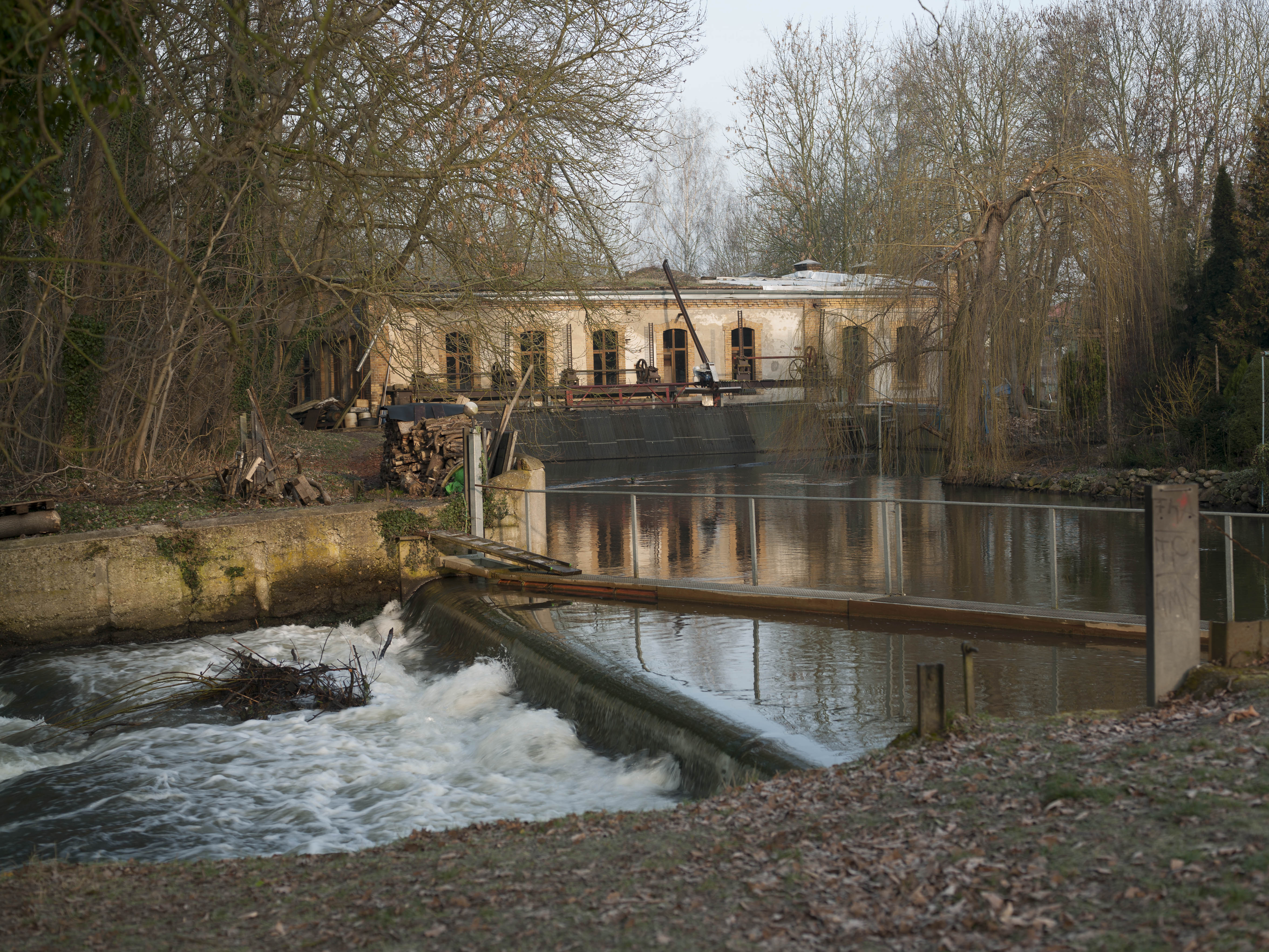
Wasserkraftwerk an der Elster in Lützschena neben dem Schloss

Lützschena-Stahmeln ist ein Ortsteil im Stadtbezirk Nordwest von Leipzig.

## Geografie

### Lage
Lützschena-Stahmeln umfasst die Gemarkungen Hänichen, Lützschena, Quasnitz und Stahmeln (mit den alten Ortskernen und dem Industrie- und Gewerbepark). Es liegt an den Flüssen Weiße Elster und Neue Luppe und erstreckt sich entlang der Halleschen Straße und der Weißen Elster. Deutlich sichtbar trennt der Verlauf der Halleschen Straße zwei unterschiedliche Landschafts- und Vegetationsgebiete: nördlich das erhöhte Grundmoränenplateau der Eiszeit und südlich das Urstromtal der Elster-Luppe-Aue.

### Gewässer

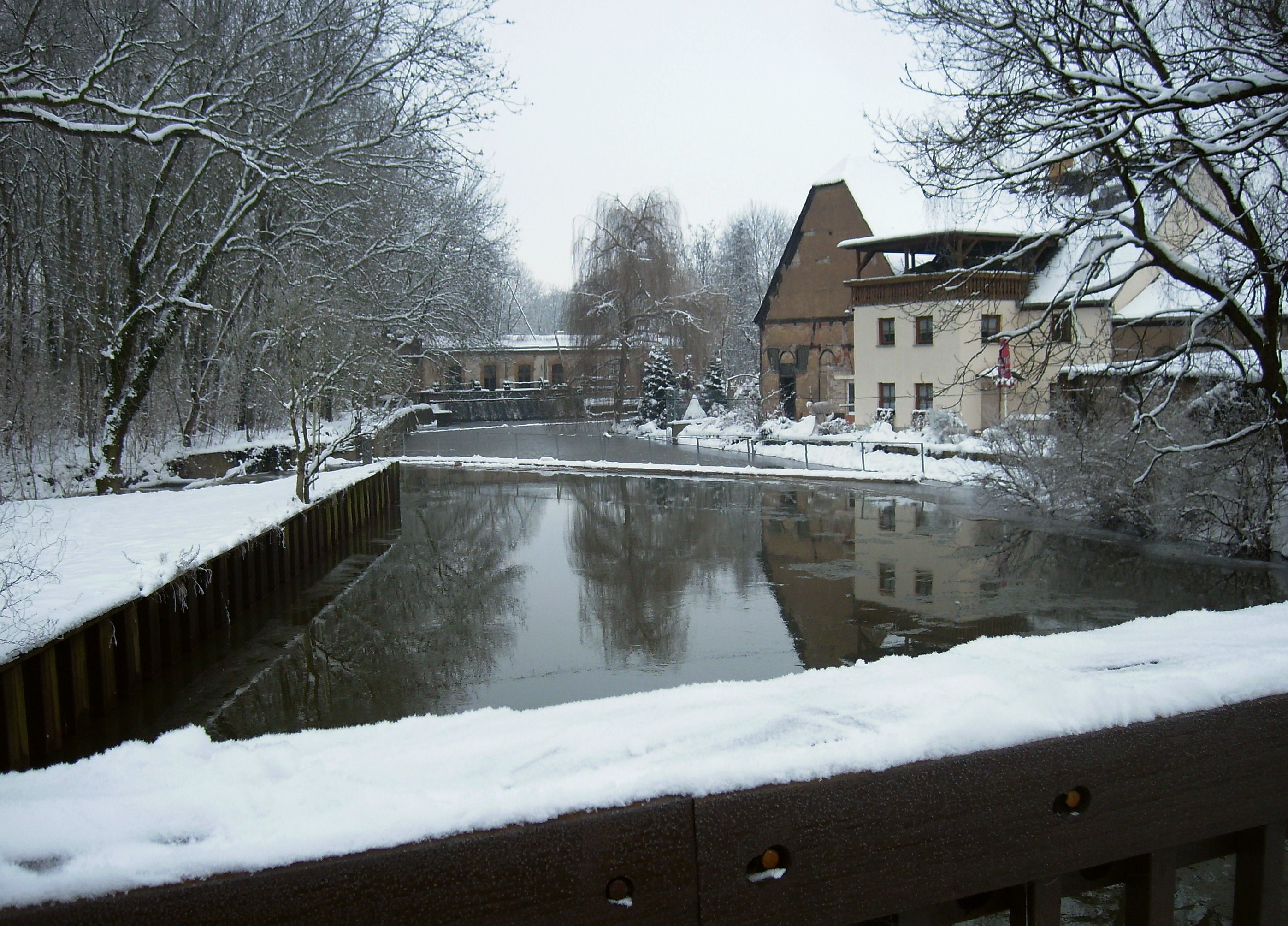
Weiße Elster zwischen Schlossbrücke und Lützschenaer Mühle

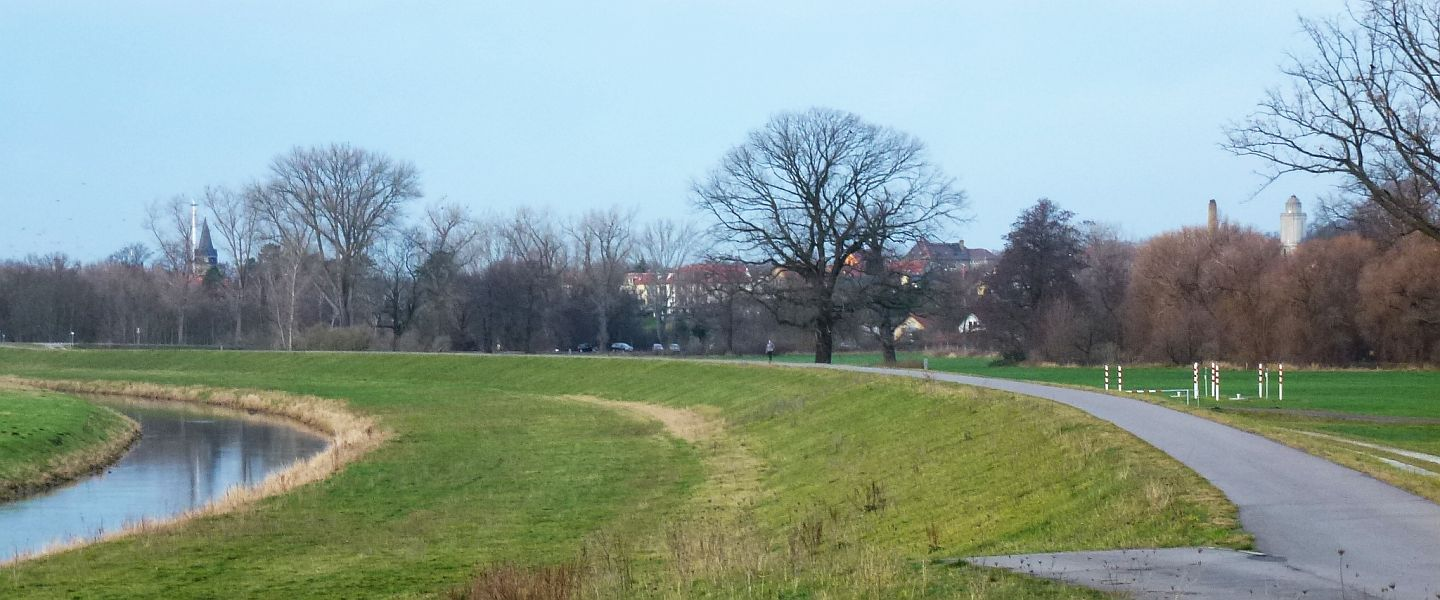
Neue Luppe mit Hainkirch- und Bismarckturm im Hintergrund

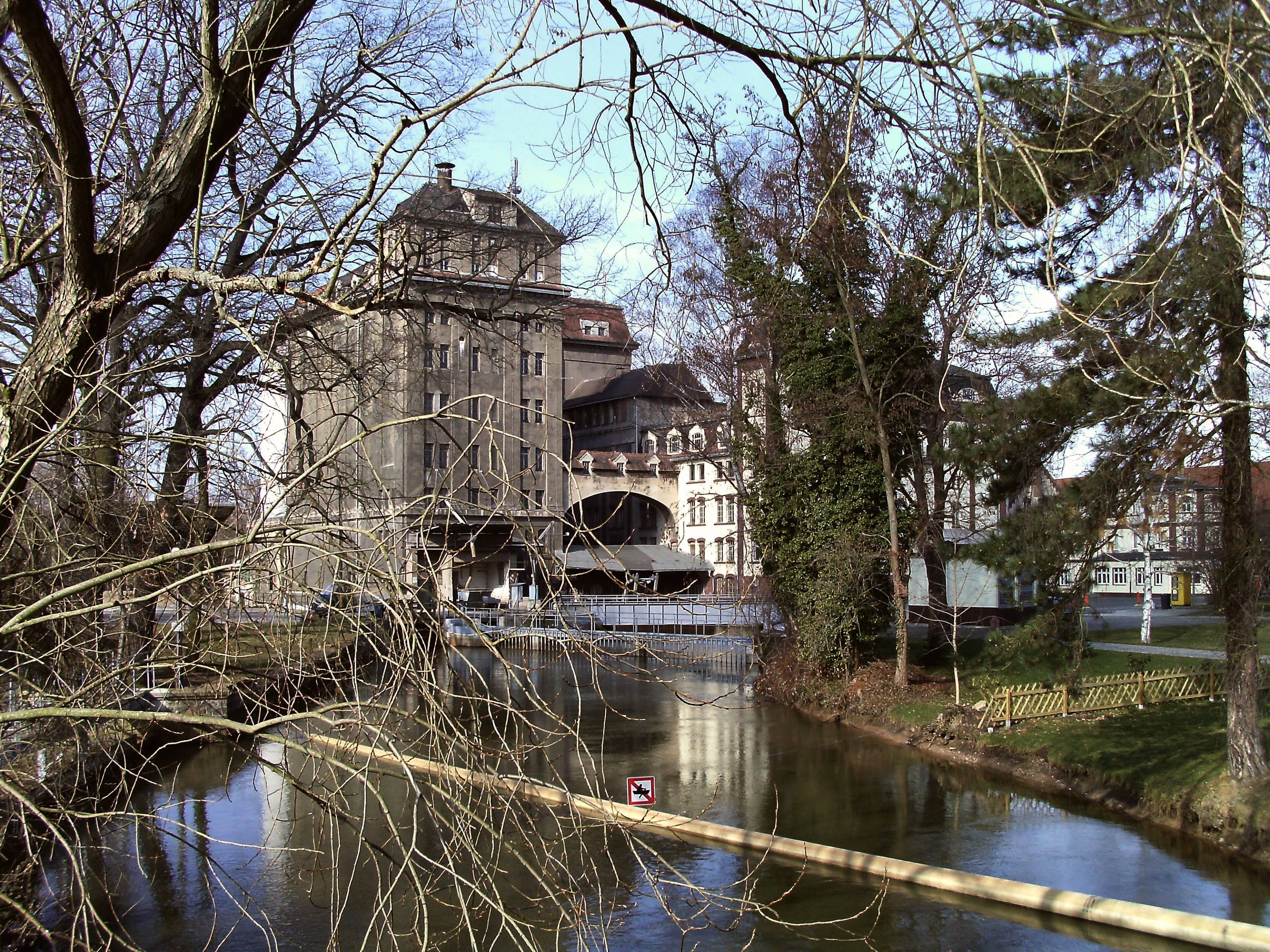
Stahmelner Mühle

Die Landschaft von Lützschena-Stahmeln wird geprägt im Süden durch die zwei Flüsse Weiße Elster und Luppe, die fast parallel das Gebiet von Ost nach West durchziehen. Mitte der dreißiger Jahre erfolgte die Hochwasserregulierung als Elster-Luppe-Regulierung durch die Zusammenfassung der Hochwässer von Weißer Elster und Luppe in einer breiten Flutrinne, genannt Elsterflutbecken. Diese erstreckt sich vom Elsterbecken über Lützschena-Stahmeln bis nach Schkeuditz-Dölzig. Aufgrund des geschlängelten Flussverlaufs der Weißen Elster hatte die Mühle in Stahmeln den Nachteil, dass bei Hochwasser ein Rückstau im Unterwasser der Mühle entstand. Dies verringerte die Wasserkraft und damit die Leistung der Mühle. Um diesen Nachteil zu beheben, beteiligten sich der damalige Mühlenbesitzer finanziell an einer Regulierung der Weißen Elster.
Während die beiden wichtigsten Fließgewässer Weiße Elster und Luppe in den letzten 60 Jahren kaum eine Veränderung erfahren haben, sind doch viele mittlere und kleine Fließgewässer verschwunden (ausgetrocknet) oder verrohrt worden. Zur Wiederherstellung der Gewässer soll eine Reaktivierung der kleinen Fließgewässer erfolgen. So wurden Ende der 90er-Jahre der verrohrte Jäger- und der Bahngraben wieder ans Tageslicht gebracht und mit Sträuchern gepflanzt.

## Geschichte

### Frühgeschichte
Lützschena und Stahmeln gehören zu den Dörfern entlang der Elster-Luppe-Aue, die schon seit Urzeiten bewohnt waren. Funde aus der jüngeren Steinzeit, der Bronze- und der Eisenzeit, aus der näheren Umgebung sind Zeugen erster menschlicher Behausungen. Seit Beginn unserer Zeitrechnung besiedelten die aus dem Harz kommenden germanischen Hermunduren dieses Gebiet. Im Zuge der Völkerwanderung wurden sie von den Sorben nach Westen verdrängt, die seit etwa 600 n. Chr. in dieser Gegend lebten. Die Ortsnamen einiger Ortsteile sind Zeugen ihrer Besiedlung. So stammt der Name Lützschena von der slawischen Bezeichnung Łučěne „Wiesenbewohner“, zu łuka „(feuchte) Wiese, Sumpf“. In den Quellen erscheint er 1278 zuerst als Luzsene. Stahmeln ist vermutlich zwischen 600 und 800 durch Sorben entstanden, die sich an den Flüssen Elster und Luppe niederließen und die Siedlung gründeten. Der Name stammt entweder vom niederdeutschen stage-mől „Pfahl-Mühle“ (vgl. Erstbeleg 1462 als Stagemol) oder vom sorbischen Wort stahmil, was so viel bedeutet wie „Ort des Schaffensfrohen“. Quasnitz, zuerst 1271 als Quazniz belegt, geht auf den slawischen Begriff kwaśny „sauer“ zurück, entweder bezogen auf sauren Boden oder einen von „sauer“ abgeleiteten Personennamen. Hänichen schließlich ist zuerst im Jahre 1337 sicher belegt (Heynigen). Der Name ist eine Verkleinerungsform von Hagen, steht also für eine Einfriedung durch Hecken. Seit 960 wurde die deutsche Herrschaft von Otto dem Großen gefestigt, was zu der Gründung des Bistums Merseburg führte, zudem auch Stahmeln gehörte. Menschen verschiedener Völker wie Sachsen, Thüringer und Niederländer siedelten sich an und vermischten sich mit der sorbischen Bevölkerung.

### Mittelalter

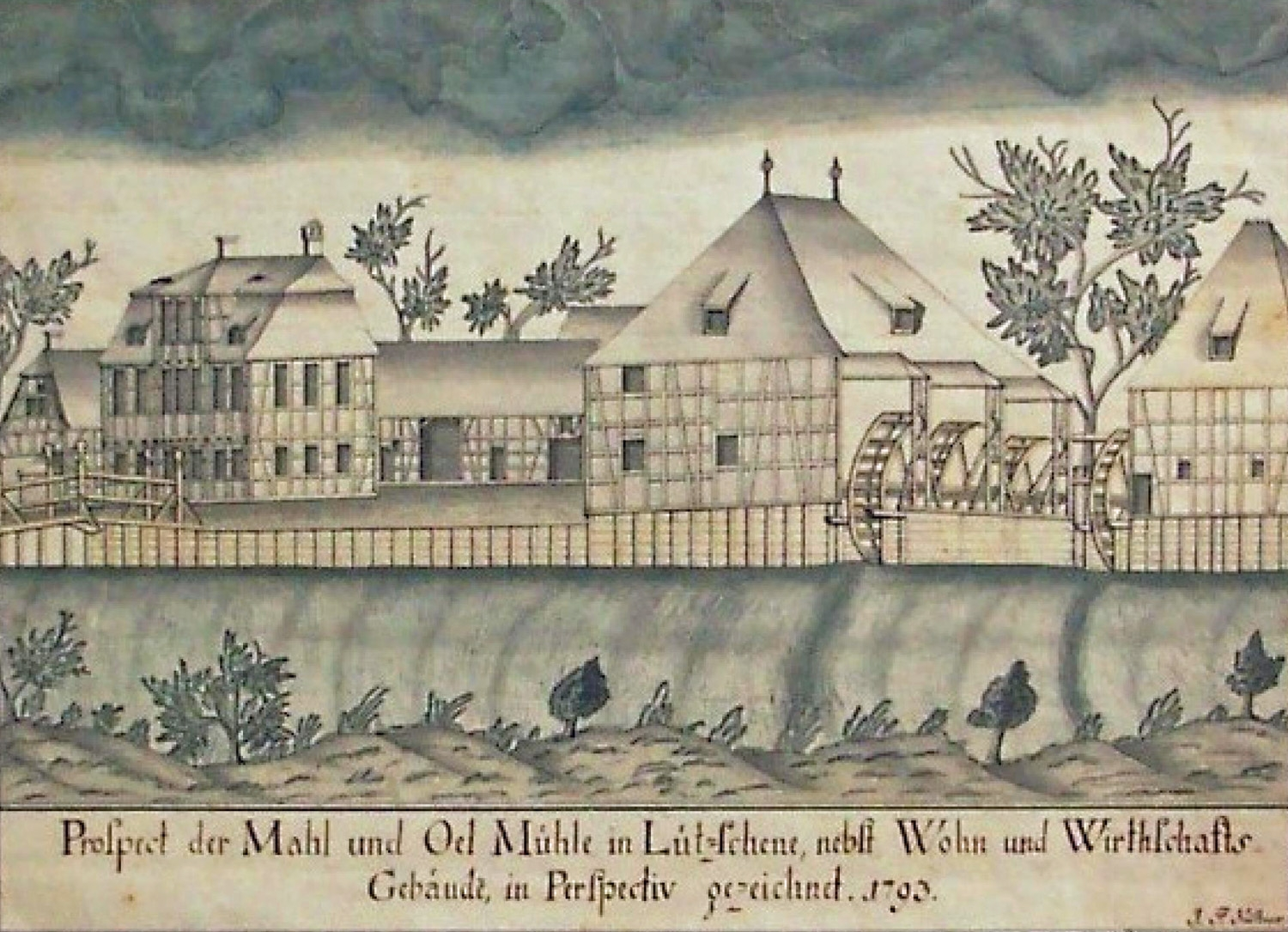
Lützschenaer Mühle (1790)

1486 wird die Mühle in Lützschena erstmals erwähnt. Nach den Aufzeichnungen des Ratsarchivs von Leipzig existierte sie aber bereits früher. Lützschena und Stahmeln gehörten bis 1815 zum hochstift-merseburgischen Amt Schkeuditz, das seit 1561 unter kursächsischer Hoheit stand und zwischen 1656/57 und 1738 zum Sekundogenitur-Fürstentum Sachsen-Merseburg gehörte.

### Neuere Geschichte

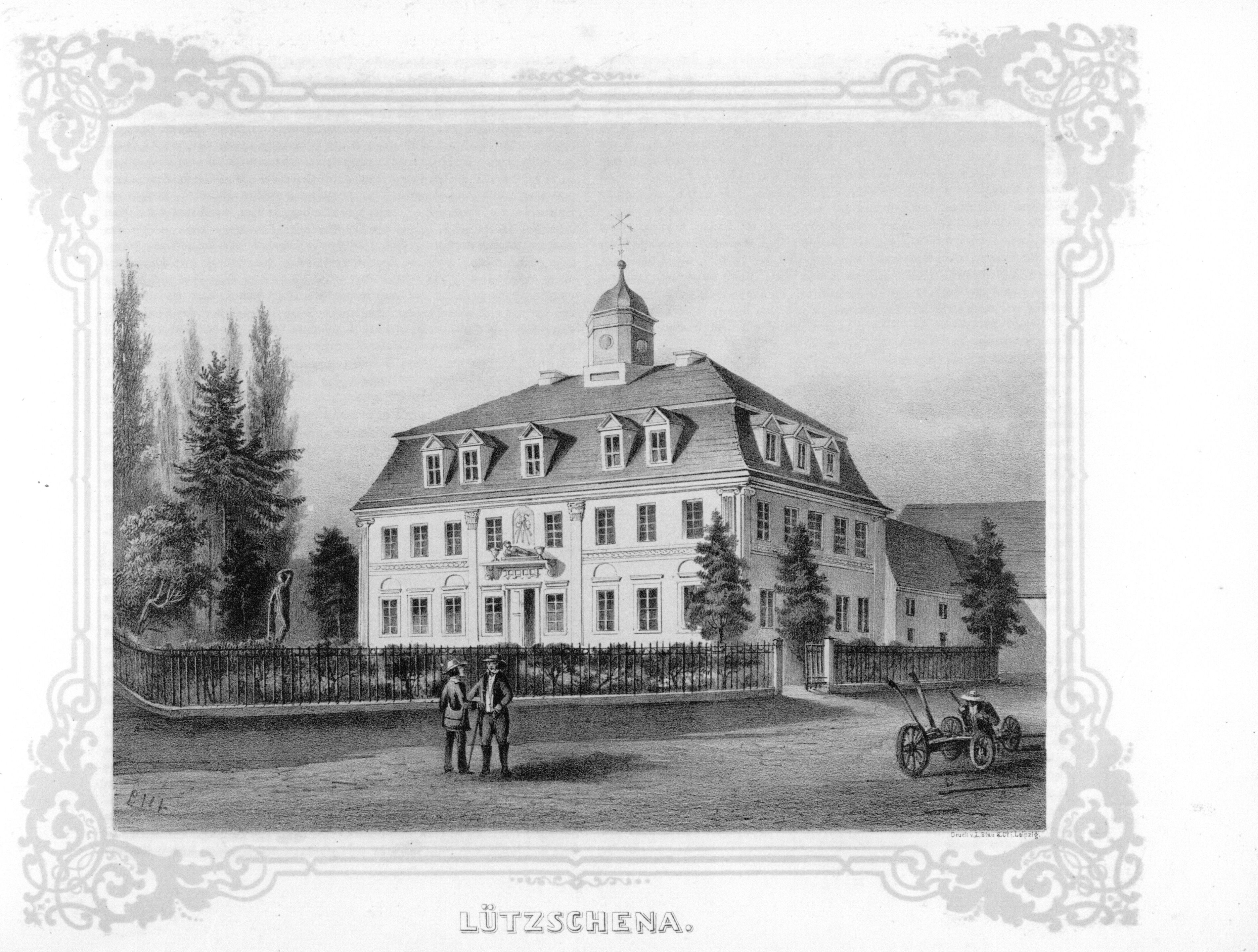
Lützschenaer Schloss im 19. Jahrhundert

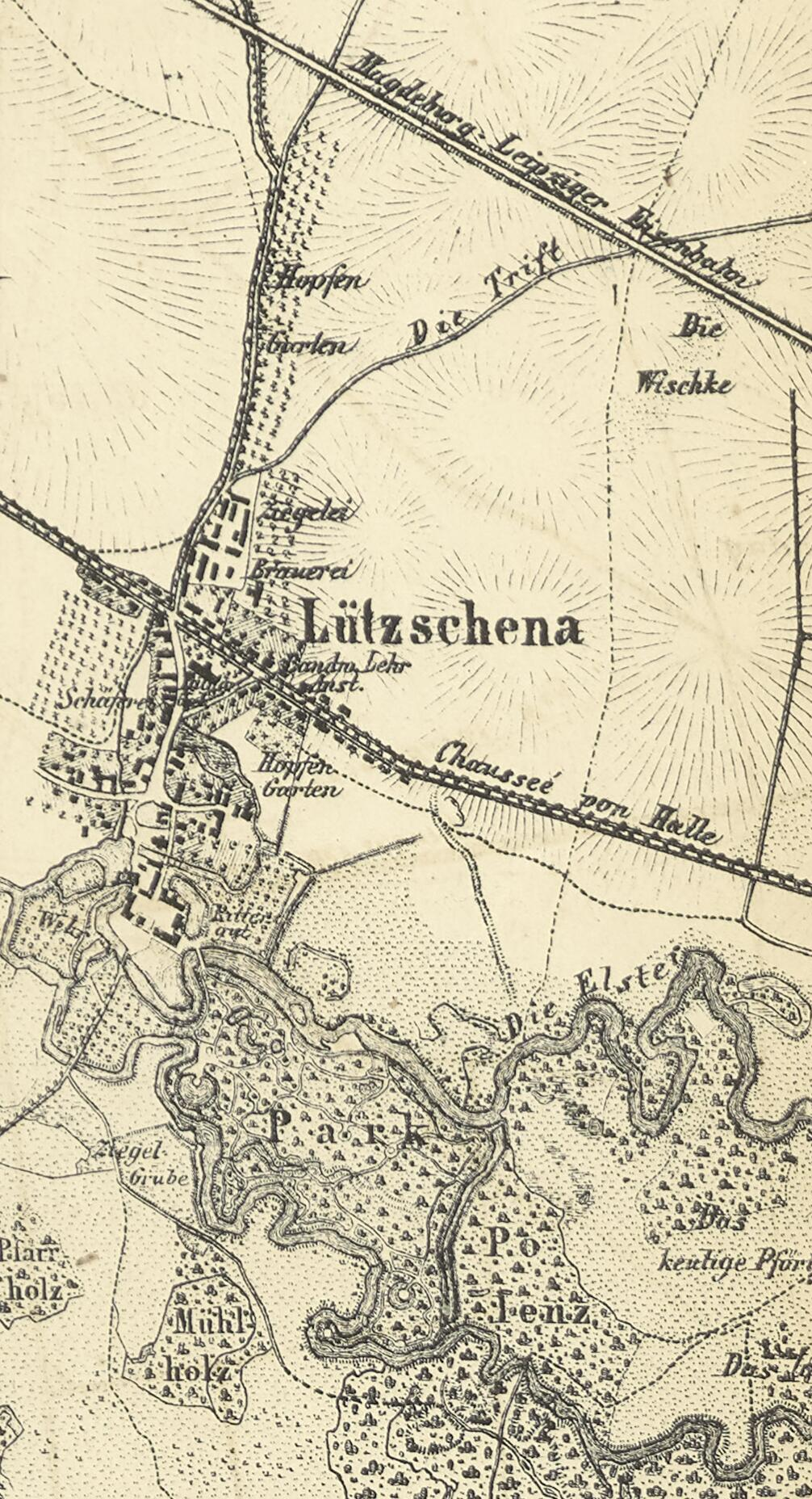
Lützschena auf einer Karte von 1863

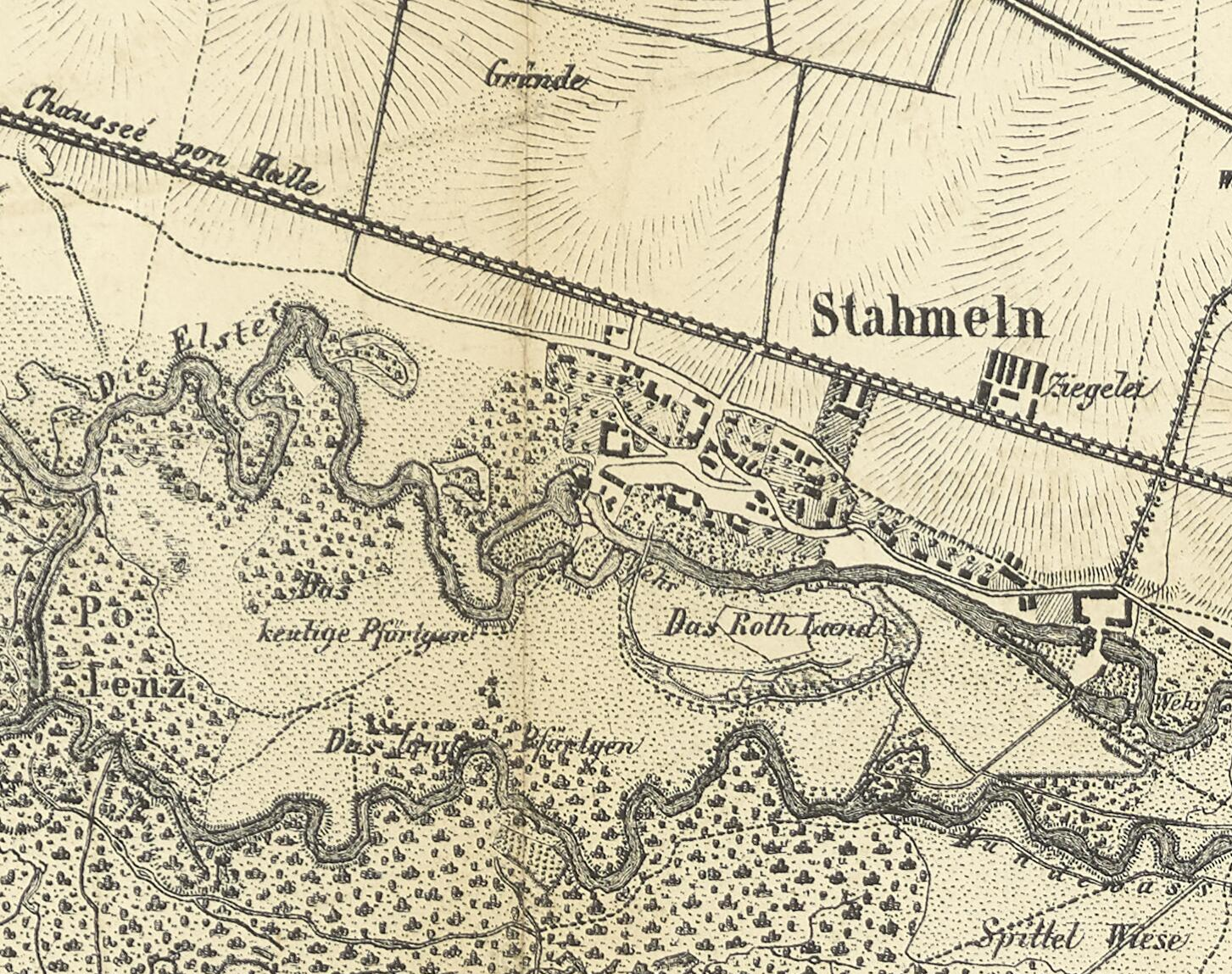
Stahmeln auf einer Karte von 1863

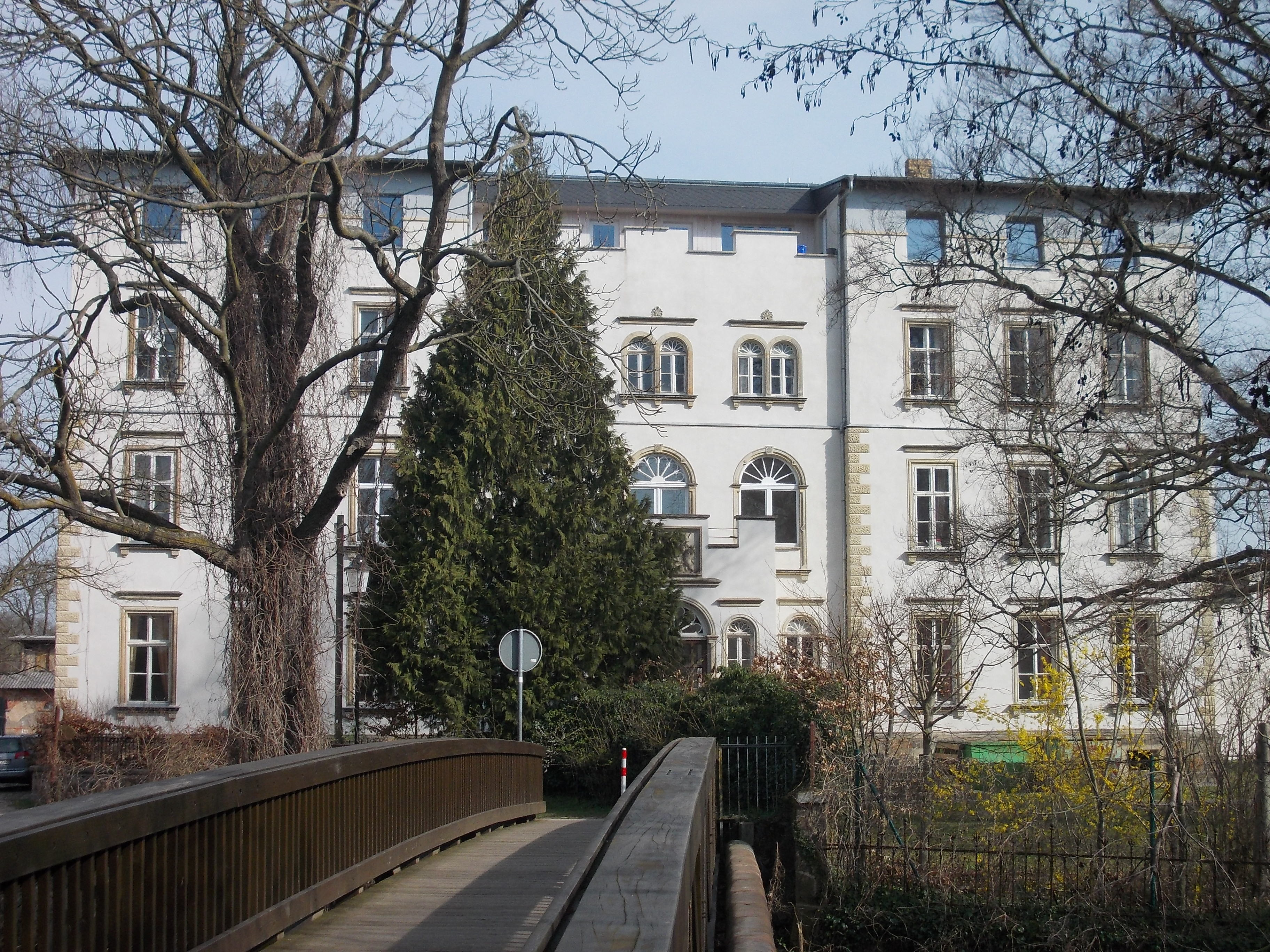
Schloss, Parkseite

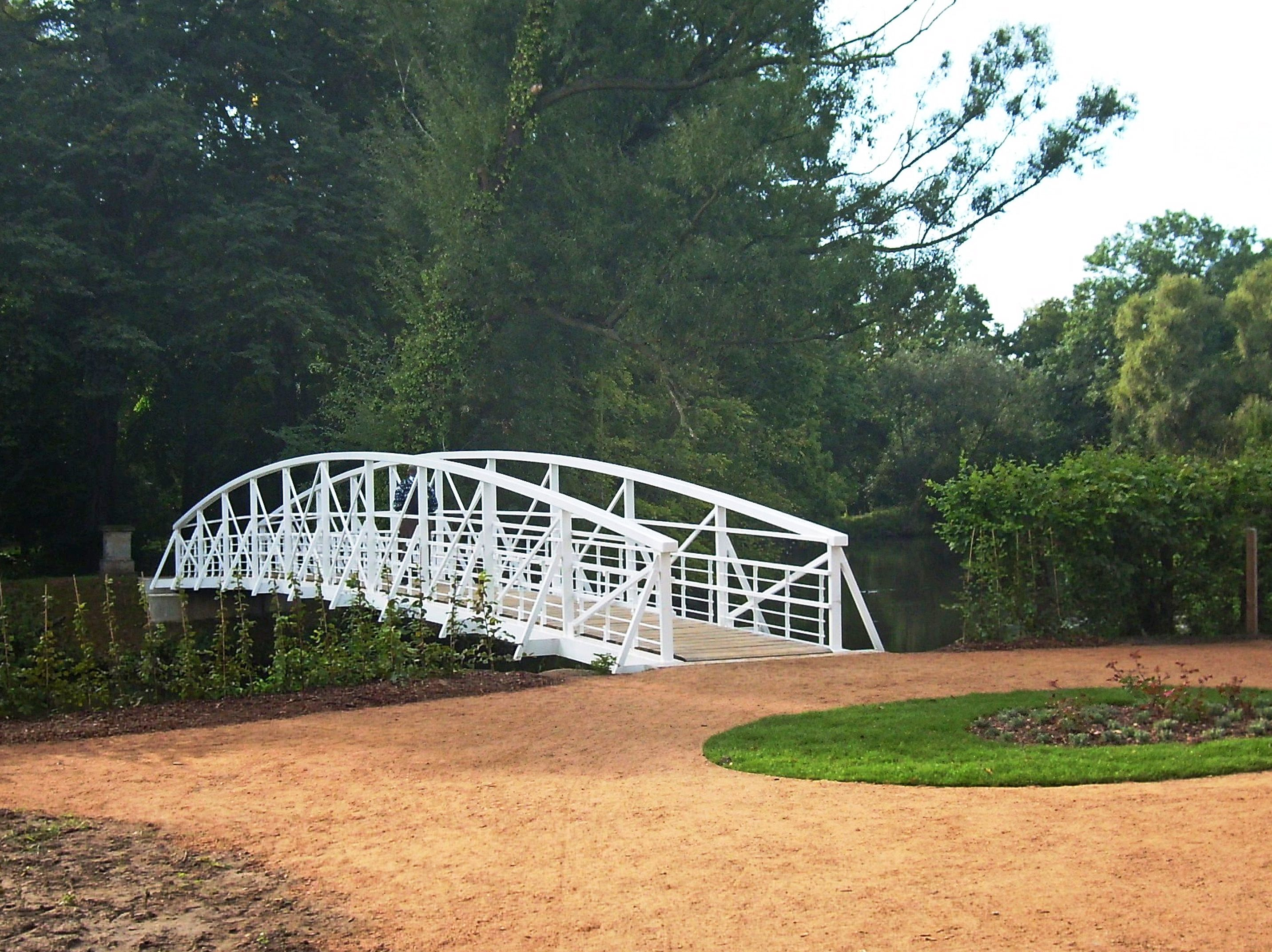
Weiße Brücke am Schlosspark

Lützschena blieb ein kleines Dörfchen. Fast jährlich wurde es von den Flüssen Elster und Luppe überschwemmt. Um 1750 wohnten hier 15 Besitzende und einige Häusler. Die Entwicklung des Ortes nahm großen Aufschwung, als der reiche Leipziger Kaufmann Maximilian Speck nach Lützschena kam. Die Gerichtsbarkeit lag beim Rittergut Wahren, an die die Bauern ihre Abgaben und Dienste leisten mussten. 1822 kaufte er das verschuldete Rittergut mit Brauerei und allen Ländereien Frau von Klengel, geb. von Uechtritz, ab. Maximilian Speck war Wollhändler. Er wollte seine eigenen Schafe züchten und fand hier das geeignete Domizil. Seine damals gebauten Schafställe sind heute noch erhalten. Nicht nur in Sachsen züchtete Maximilian Speck Schafe; er führte die Schafzucht auch in Russland und später in Bayern ein. Vom russischen Zaren wurde er dafür geadelt und der bayrische König Ludwig I. verlieh ihm den Freiherrntitel. Freiherr Maximilian Speck von Sternburg brachte von Bayern nicht nur die Bierbrauereikunst, sondern auch einen bayrischen Braumeister mit. 1834 verlegte er die alte Hausbrauerei vom Gutshof auf das jetzige Brauereigelände nördlich der heutigen Leipziger Straße und ließ sie nach dem Vorbild modernster Münchner Brauereien neu erbauen. Seine Nachfahren vergrößerten die Brauerei und führten moderne Technologien ein. Auch nach der Verstaatlichung 1945 blieb die Brauerei Sternburg größter Arbeitgeber der Region. Bis zur Wende wurde in Lützschena das bekannte Sternburg Bier gebraut. Freiherr Maximilian Speck von Sternburg ließ auch den Schlosspark zu einem englischen Garten umgestalten.
Durch die Beschlüsse des Wiener Kongresses wurde der Westteil des Amts Schkeuditz im Jahr 1815 an Preußen abgetreten. Lützschena und Stahmeln verblieben mit dem Ostteil beim Königreich Sachsen und wurden dem Kreisamt Leipzig angegliedert. Ab 1856 gehörten die Orte zum Gerichtsamt Leipzig II und ab 1875 zur Amtshauptmannschaft Leipzig. In Stahmeln wohnten um 1829 etwa 110 Einwohner in 27 Häusern. Eine eigene Schule konnte man sich nicht leisten. Erst am 30. Juni 1898 wurde Stahmeln selbständiger Schulbezirk und bekam eine eigene Schule. Durch seine Lage an der Halleschen Straße hatte Stahmeln genau wie die Nachbarorte besonders zu Kriegszeiten hart unter Plünderungen durchziehender Truppen zu leiden. Zur Leipziger Völkerschlacht, im Oktober 1813, wurde der Ort von den Verbündeten total verwüstet. Der Bauernsteg, eine bewegliche Brücke hinter der Mühle, lag im Wasser und wurde erst Tage später wieder eingehängt. Diese Brücke war damals die einzige Möglichkeit für die Bauern, bei Gefahr unentdeckt in die Auenwälder zu entkommen. Nach dem Bau der neuen Elsterbrücke im Jahre 1850 verlor der Bauernsteg seine Bedeutung und wurde abgerissen.

### Vom Ersten Weltkrieg bis ins 21. Jahrhundert

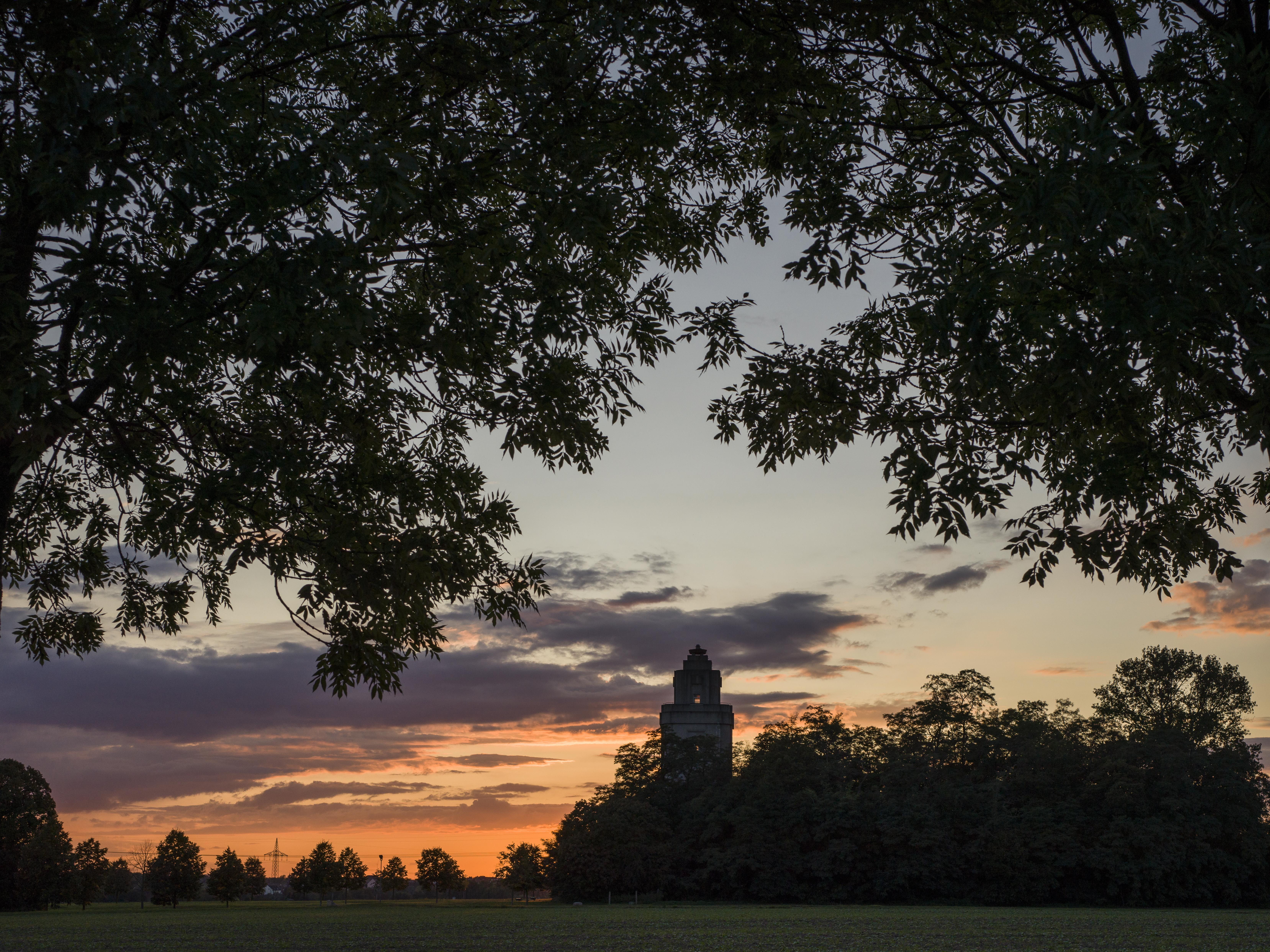
Bismarckturm

Eine Senf- und Essigfabrik, eine Wollfabrik und eine Maltuchfabrik siedelten sich ebenfalls an. Im Norden entstand an der Eisenbahnstrecke Halle–Leipzig ein Rangierbahnhof, viele Bahnangestellte zogen nach Stahmeln. Stahmelner Bürger arbeiteten in den neu entstandenen Industriebetrieben wie den Pittler-Werken oder der Mitteldeutschen Seifenfabrik im benachbarten Wahren. Die Landwirtschaft ging zurück. Von den fünf ehemaligen Bauerngütern wurde nach dem Zweiten Weltkrieg nur noch das Rauersche Erbgut bewirtschaftet. Aber die Stahmelner wollten nicht ganz auf ihre Beziehung zur Natur verzichten. Die zahlreich abgebauten Sandgruben in der Umgebung erfüllten einen guten Zweck als Gartenanlagen. Durch den Bau der Auenblicksiedlung dehnte sich Stahmeln nach 1936 auch nördlich der Halleschen Straße aus. Die anfangs gewachsene Bevölkerungszahl ging allerdings nach dem Krieg durch Abwanderung wieder zurück.

### Lützschena und sein Bier

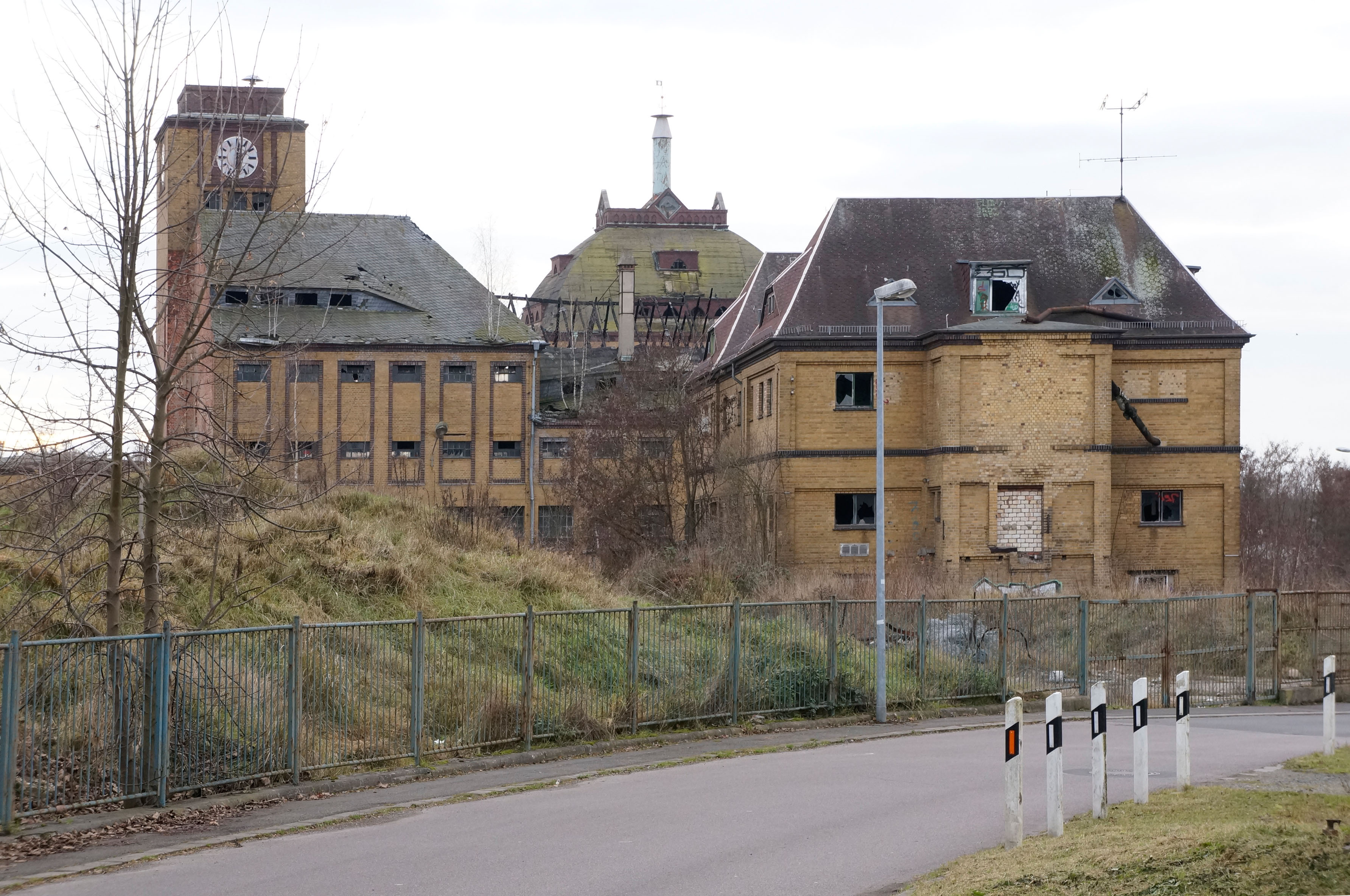
Gelände der ehemaligen Sternburg-Brauerei

Lützschena und Bier – diese Einheit hätte vor Jahren niemand ernsthaft bestritten. Und noch heute bestimmt die Silhouette der ehemaligen Brauerei mit der grünen Kuppel des Sudhauses und dem Uhrenturm des Werkstattgebäudes die Landschaft, egal aus welcher Richtung man sich dem Ort nähert. 1785 wurde das Privileg erteilt, Bier zu brauen und zu verkaufen.
Am 15. Mai 1991 wurde letztmals in Lützschena Bier gebraut, anschließend nur noch abgefüllt und ausgeliefert. Am 31. August 1991 wurde die Brauerei trotz der Besetzung durch die Belegschaft, Einsprüchen des Gemeinderates und der evangelischen Kirchgemeinde Lützschena endgültig geschlossen. Bereits vorher wurde mit der Verlagerung der Fassabfüllanlage nach Reudnitz mit der Demontage der Ausrüstungen begonnen. Was noch brauchbar war, wurde entweder nach Reudnitz geschafft oder verkauft, der Rest verschrottet oder auf den Müll geworfen. Von der Belegschaft sollten lediglich 50 Mitarbeiter bis 1993 in Reudnitz weiter beschäftigt werden, alle übrigen wurden im August 1991 entlassen.
Das Kesselhaus und die Ölbehälter wurden abgerissen, am 16. Februar 1995 der Schornstein gesprengt, mit dem Abbruch des Flaschenkellers wurde begonnen. Übrig geblieben ist eine Industriebrache, die immer mehr verfällt. Auch bei den denkmalgeschützten Gebäuden Sudhaus, Werkstatt und Garagen ist durch unterlassene Pflege ein Zustand eingetreten, der am Ende den Abriss unvermeidlich erscheinen lässt. Pläne der Brau und Brunnen AG aus dem Jahre 1996, auf dem Brauereigelände unter Einbeziehung der denkmalgeschützten Bauten ein Gemeindezentrum (Wohn-, Gewerbe-, Verwaltungs- und Dienstleistungsflächen) entstehen zu lassen, scheiterten bisher daran, dass angeblich kein Investor gefunden wurde, der die Fläche übernimmt und bebaut.

## Bevölkerung
| Jahr | Einwohner |
| ---- | --------- |
| 2000 | 3.919     |
| 2005 | 4.095     |
| 2010 | 3.982     |
| 2015 | 3.944     |
| 2020 | 4.212     |
| 2024 | 4.272     |

Stand: 31.12. des jeweiligen Jahres

## Politik

### Ortschaftsrat
Dem Ortschaftsrat gehören sieben Mitglieder an. Die letzte Ortschaftsratswahl fand am 9. Juni 2024 statt. Die Wahlbeteiligung betrug 76,1 % (2019: 69,1 %).
| Partei / Wählergruppe         | Stimmenanteil | Sitze |
| ----------------------------- | ------------- | ----- |
| Bürgerinitiative 1990 (BI 90) | 53,0 %        | 4     |
| AfD                           | 23,3 %        | 1     |
| Bündnis 90/Die Grünen         | 08,7 %        | 1     |
| CDU                           | 07,1 %        | –     |
| SPD                           | 07,8 %        | 1     |

#### Vergangene Ortschaftsratswahlen

##### Wahlergebnisse 1999 bis 2019
| Partei / Wählergruppe         | 2019   | 2014   | 2009   | 2004   | 1999   |
| ----------------------------- | ------ | ------ | ------ | ------ | ------ |
| Bürgerinitiative 1990 (BI 90) | 50,0 % | 55,0 % | 39,7 % | 35,2 % | 30,7 % |
| AfD                           | 15,4 % | -      | -      | -      | -      |
| Bündnis 90/Die Grünen         | 8,9 %  | -      | 11,4 % | 7,9 %  | -      |
| CDU                           | 8,3 %  | 23,2 % | 20,9 % | 28,6 % | 37,1 % |
| SPD                           | 6,7 %  | -      | 8,6 %  | 8,8 %  | -      |
| Die Linke                     | 8,7 %  | 21,8 % | 19,3 % | 19,6 % | 18,5 % |
| WVL                           | 2,1 %  | -      | -      | -      | -      |
| FWGLS                         | -      | -      | -      | -      | 13,8 % |

##### Sitzverteilung 1999 bis 2019
| Partei / Wählergruppe         | 2019 | 2014 | 2009 | 2004 | 1999 |
| ----------------------------- | ---- | ---- | ---- | ---- | ---- |
| Bürgerinitiative 1990 (BI 90) | 5    | 3    | 3    | 3    | 3    |
| AfD                           | 1    | -    | -    | -    | -    |
| Bündnis 90/Die Grünen         | 1    | -    | 1    | -    | -    |
| CDU                           | -    | 1    | 2    | 2    | 4    |
| SPD                           | -    | -    | -    | -    | -    |
| Die Linke                     | -    | 1    | 1    | 1    | 1    |
| WVL                           | -    | -    | -    | -    | -    |
| FWGLS                         | -    | -    | -    | -    | 1    |

### Ortsvorsteher
Der Ortsteil Lützschena-Stahmeln hat einen Ortsvorsteher, der durch den Ortschaftsrat gewählt wird. Ortsvorsteherin ist seit Juli 2019 die parteilose Eva-Maria Schulze.

### Bundestags- und Landtagswahlen in der Ortschaft
Bei den Wahlen zum Sächsischen Landtag gehört Lützschena-Stahmeln zum Wahlkreis Leipzig 7, bei Bundestagswahlen zum Bundestagswahlkreis Leipzig I (Wahlkreis 152).
Die Bundestagswahl 2021 führte bei einer Wahlbeteiligung von 83,7 % zu folgendem Zweitstimmenergebnis:
| Partei                | Lützschena-Stahmeln | Stadt Leipzig |
| --------------------- | ------------------- | ------------- |
| CDU                   | 21,2 %              | 14,0 %        |
| SPD                   | 19,9 %              | 20,9 %        |
| AfD                   | 19,4 %              | 13,3 %        |
| FDP                   | 14,1 %              | 10,1 %        |
| Bündnis 90/Die Grünen | 09,8 %              | 18,5 %        |
| Die Linke             | 07,8 %              | 13,7 %        |
| Sonstige              | 07,9 %              | 09,5 %        |

## Sehenswürdigkeiten und Kultur

### Bauwerke

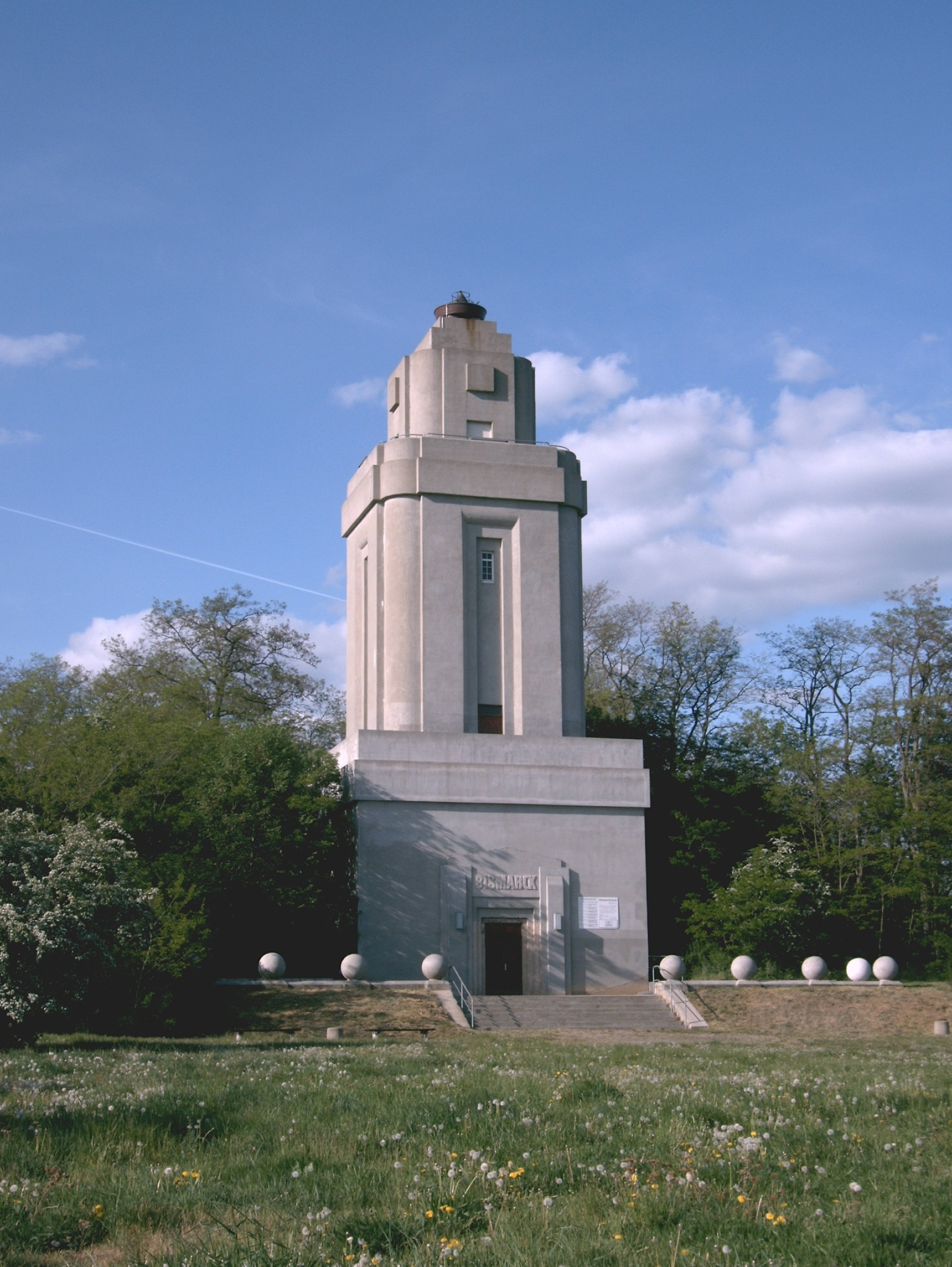
Bismarckturm

Der Bismarckturm ist ein Aussichtsturm an der Grenze von Leipzig im Ortsteil Lützschena. Er bildet mit einer Höhe von 30,75 m den höchsten Aussichtspunkt im Norden von Leipzig. Er ist einer von etwa 240 Bismarcktürmen, die nach dem Rücktritt des Reichskanzlers Otto von Bismarck, also nach 1890 entstanden. Um die Jahrhundertwende wurde er in den deutschen Gebieten so stark verehrt, dass in dieser Zeit eine große Zahl an Bismarckdenkmälern und Bismarcktürmen errichtet wurden.
Die Schlosskirche ist ein evangelisch-lutherischer Kirchenbau im Leipziger Stadtteil Lützschena. Eine Kette von Teilsanierungen setzte 1997 ein: zunächst der Turm, 1999 ein neuer Innenanstrich, 2002 die Generalinstandsetzung der Orgel, 2010 die Dachstuhlreparatur mit anschließender Neueindeckung, die Vervollständigung der Treppengiebel und Zinnen sowie der Außenputz und -anstrich, 2011 der nochmalige Innenanstrich und die begonnene Überarbeitung der Fenster. Durch diese Maßnahmen, vielfach als ehrenamtliche Leistung, zeigt sich seit Herbst 2011 die Schlosskirche wieder als ein ansehnliches Wahrzeichen im Ortsbild von Lützschena. Abgeschlossen ist die Instandsetzung noch nicht. Es handelt sich jetzt vor allem um Schäden, die erst während der laufenden Rekonstruktion entdeckt wurden.
Das Schloss Lützschena wurde 1864 von dem Sohn von Maximilian Speck von Sternburg im Tudorstil errichtet, 1956 verlor das Schloss durch Aufstocken seinen neogotischen Charakter. 2002 kauften die Freiherren von Truchseß und Erffa das Schloss und retteten es vor dem Verfall. Der von Maximilian Speck von Sternburg umgestaltete Schlosspark Lützschena und die Auwaldstation sind Ausflugsziele im Leipziger Auwald.
Die Hainkirche St. Vinzenz ist ein evangelisch-lutherischer Kirchenbau im Leipziger Stadtteil Lützschena; vorher war sie die Kirche der östlich von Schkeuditz gelegenen Gemeinde Hänichen. Durch das Unionsdekret des Merseburger Bischofs Sigismund von Lindenau vom 26. Juli 1537 waren die Gemeinden Lützschena und Hänichen mit Quasnitz insoweit verbunden, dass sie u. a. von einem gemeinsamen Pfarrer betreut wurden.

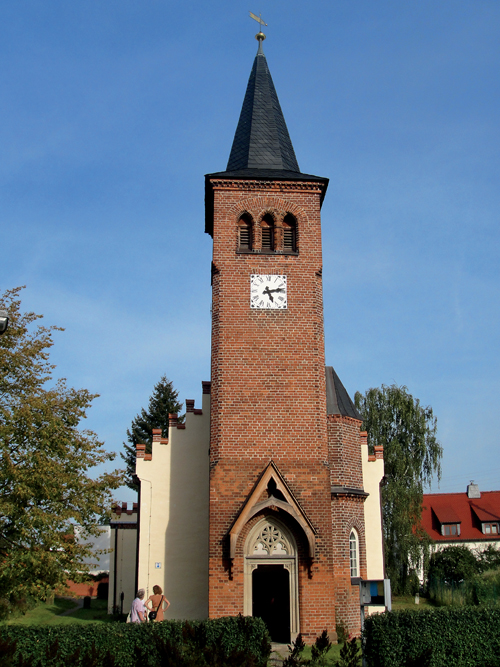
Schlosskirche
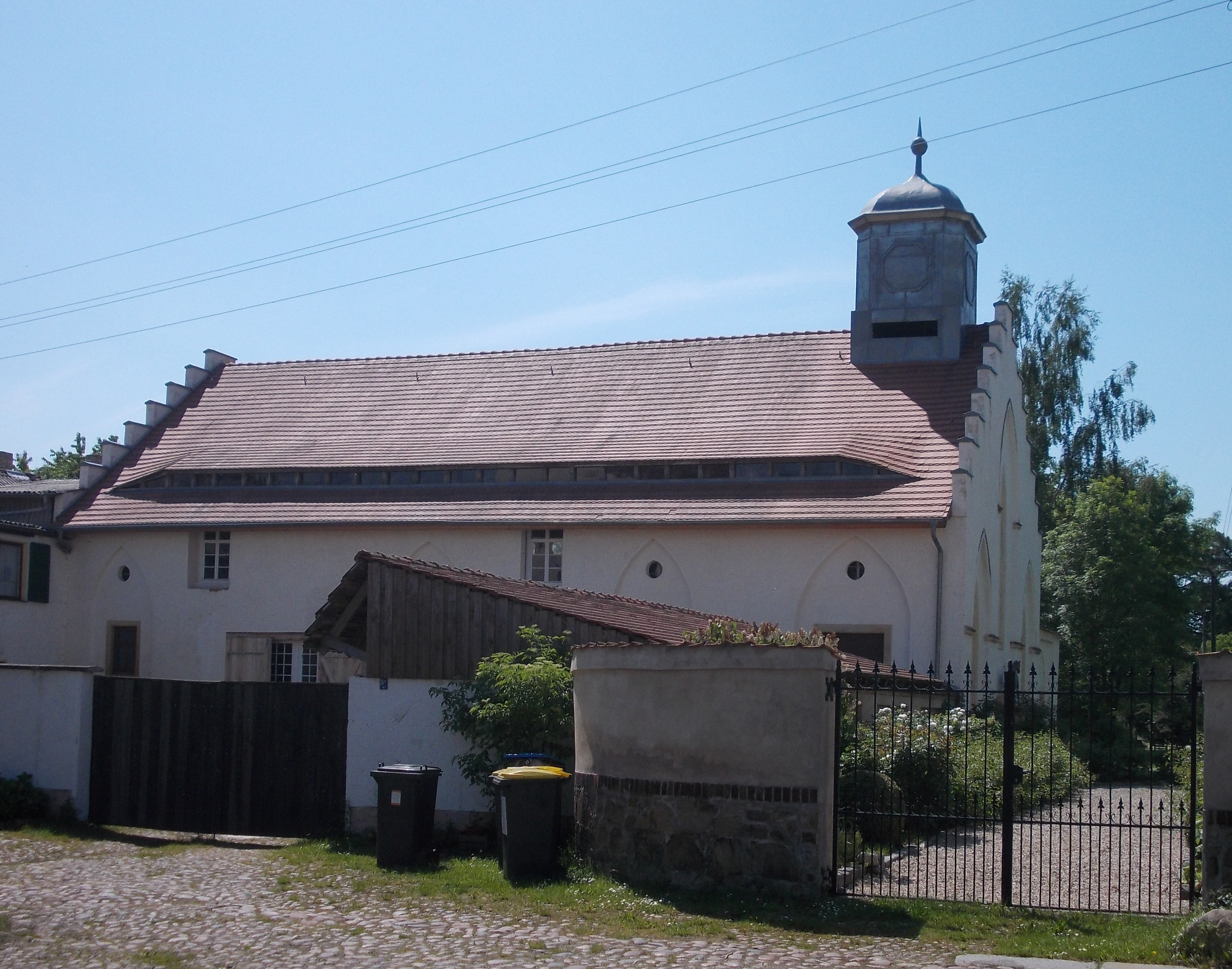
Marstall des Schlosses
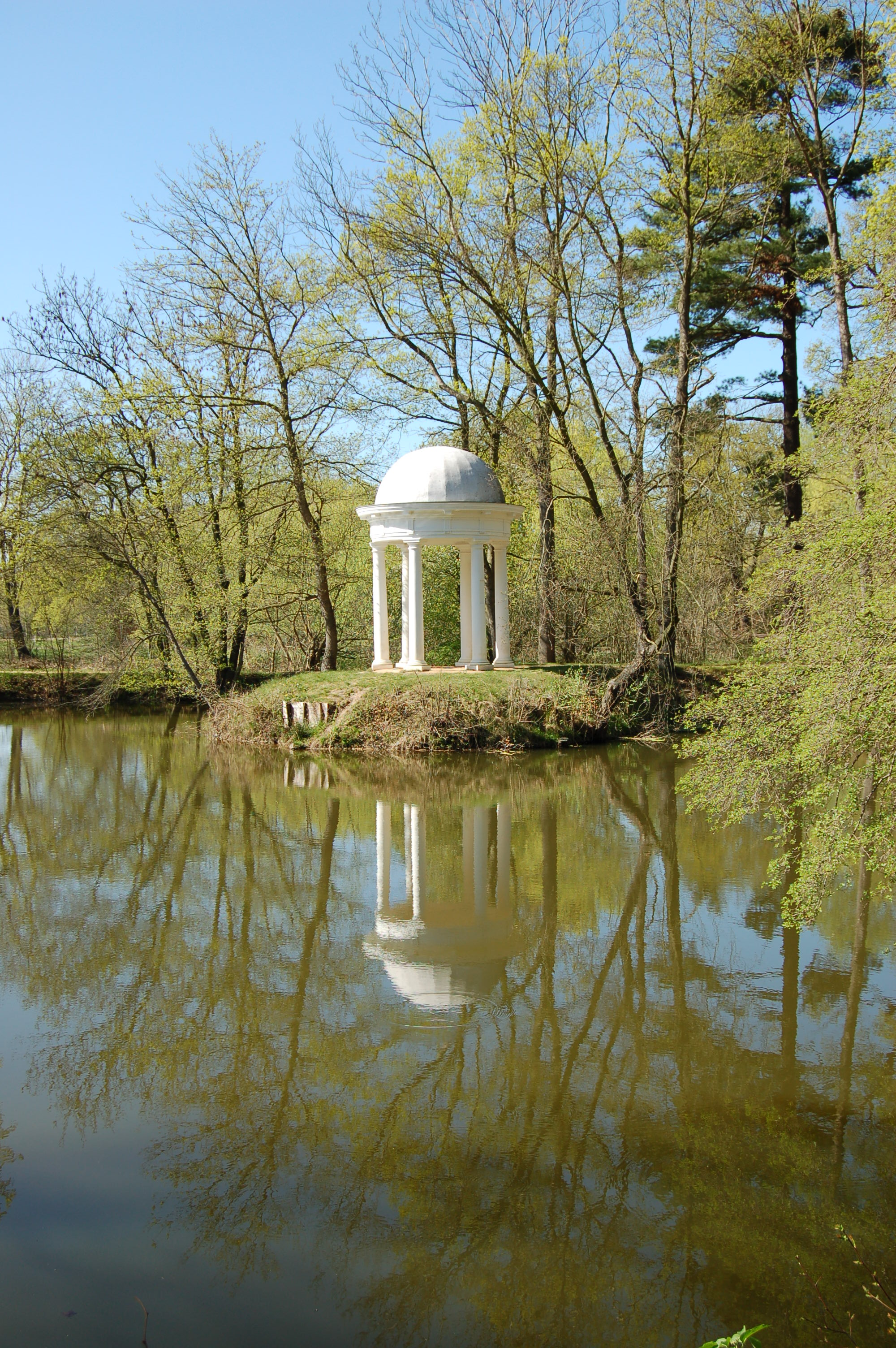
Dianatempel im Schlosspark
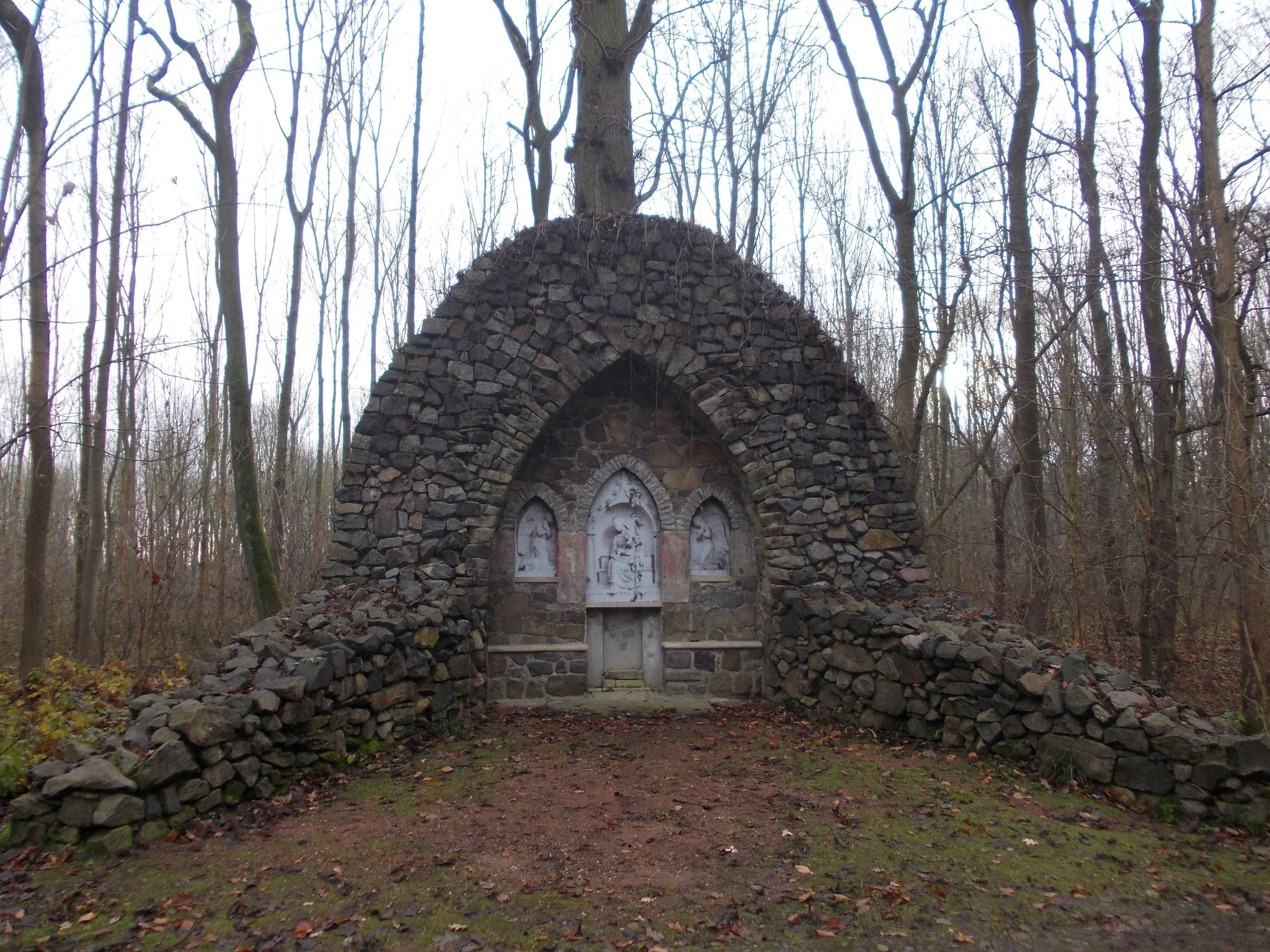
„Ex voto“, künstliche Ruine im Schlosspark
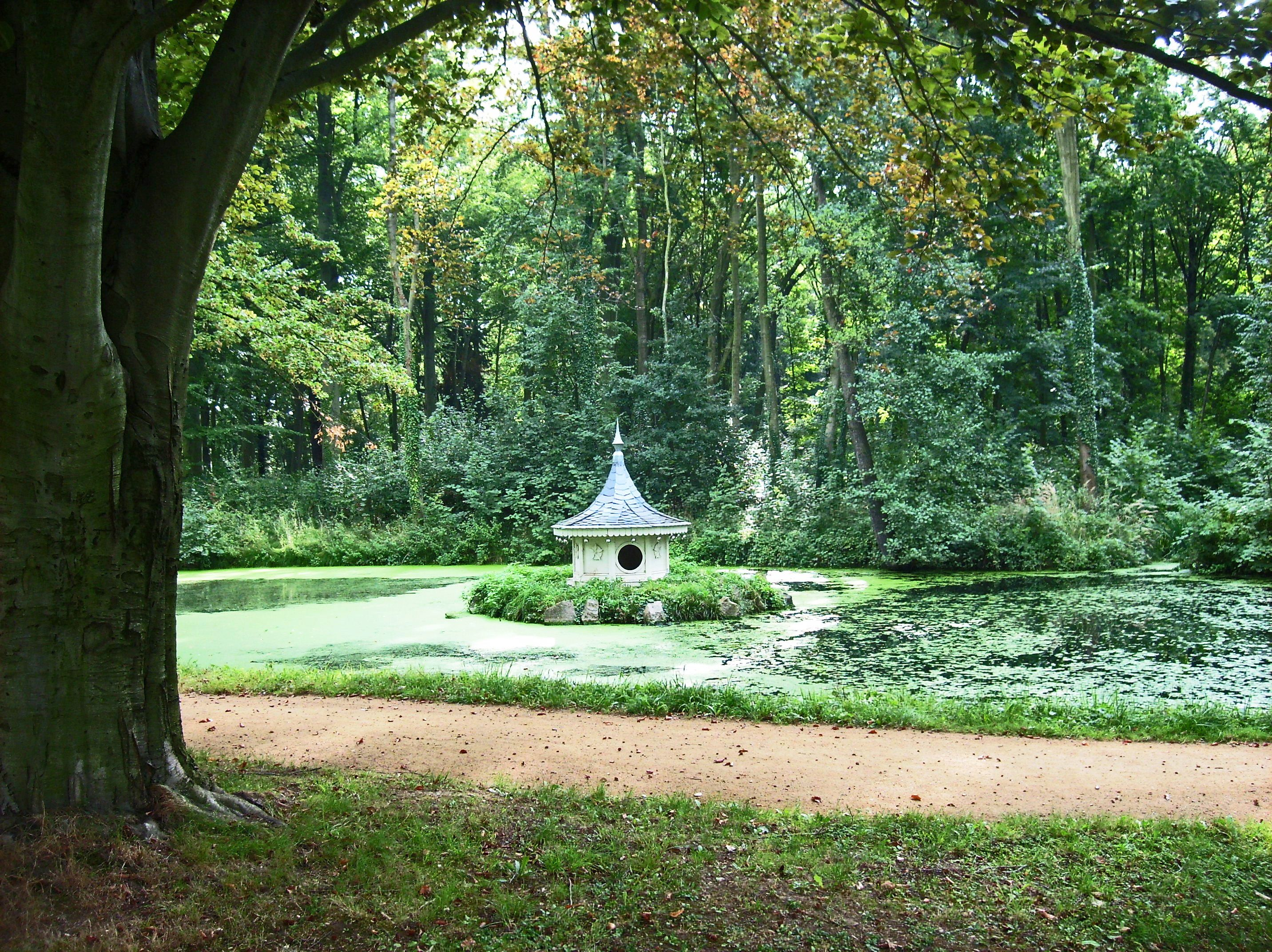
Rosenteich im Schlosspark
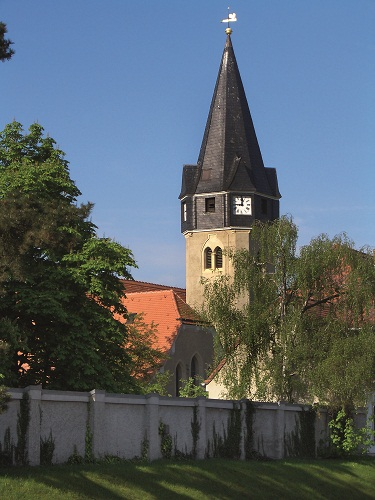
Hainkirche St. Vinzenz
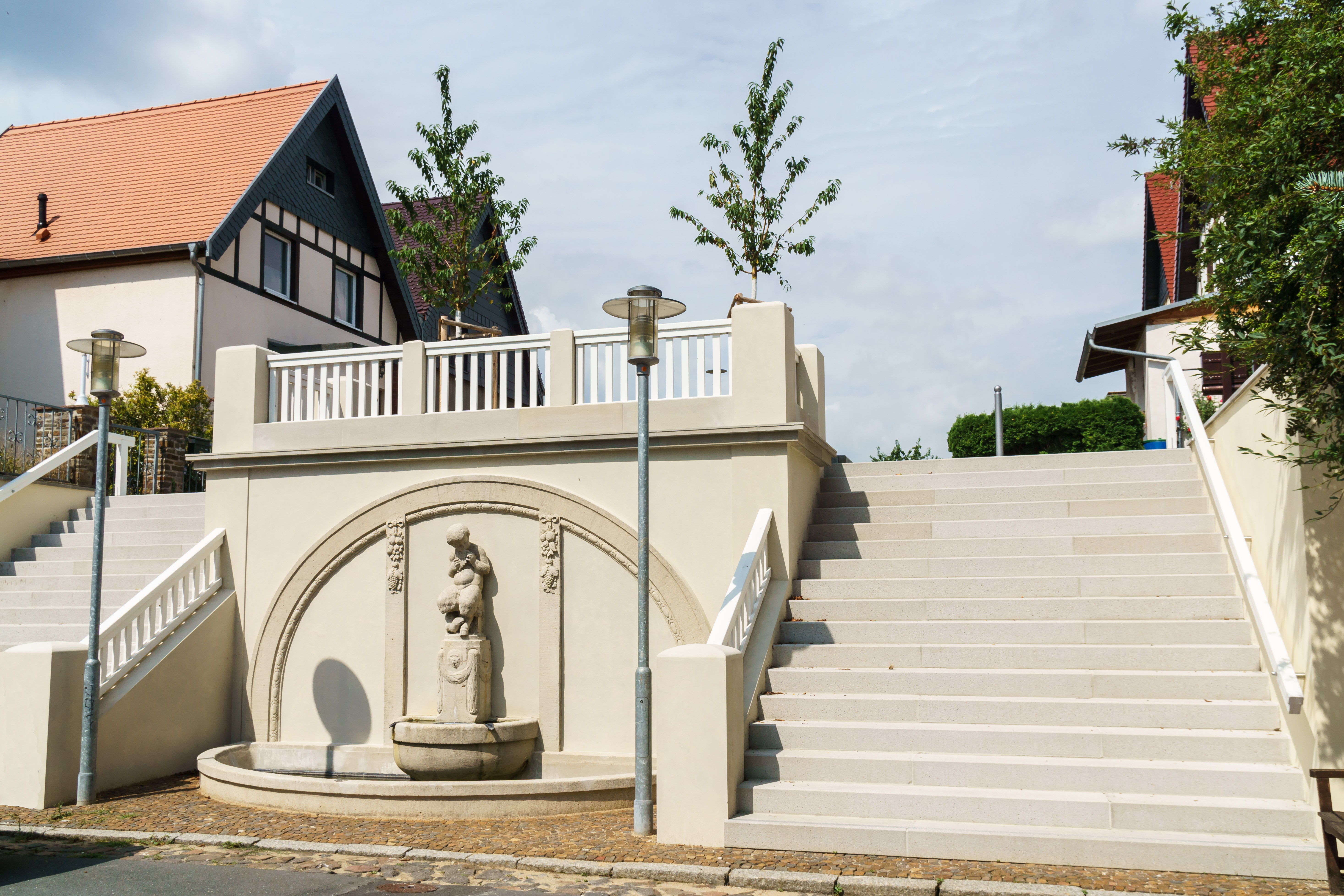
Jungfernbrunnen

### Veranstaltungen
Jedes Jahr finden zahlreiche kulturelle Veranstaltungen in Lützschena-Stahmeln statt. Dies sind beispielsweise „Osterfeuer“, „Schlossparkfest“, „Sonnenwendfeier“ und „Gegen das Vergessen“.

## Wirtschaft und Infrastruktur

### Wirtschaft

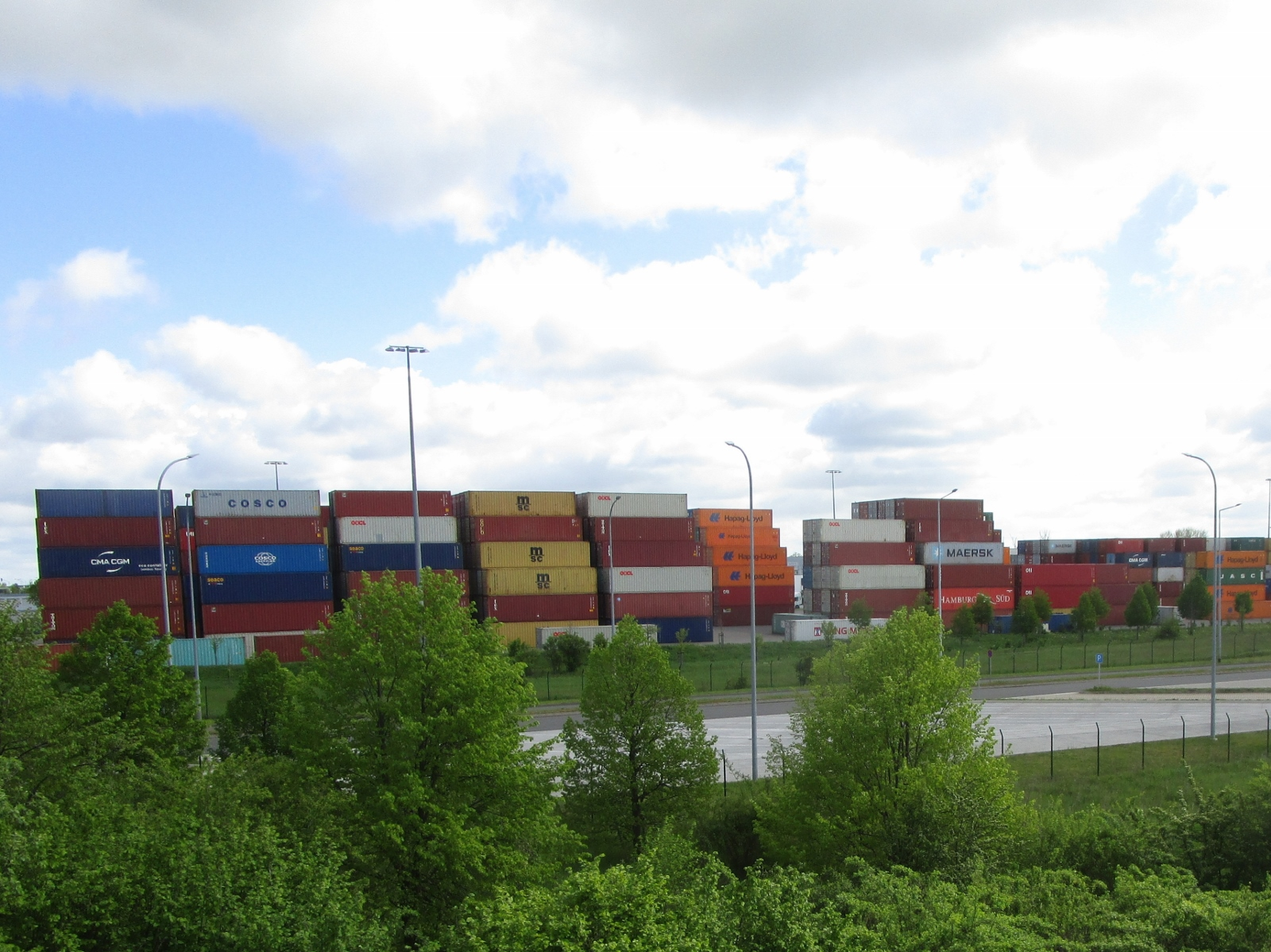
Umschlagsterminal des Güterverkehrszentrums auf Lützschenaer Flur

Für die Wirtschaftsentwicklung stehen das Güterverkehrszentrum auf einer Fläche von rund 360 ha, die traditionsreiche Stahmelner Mühle, die Großdruckerei der Leipziger Verlags- und Druckereigesellschaft (1993–2019), das Verwaltungsgebäude des TÜV Sachsen, einer Produktionsstätte der Firma Porsche und zahlreiche andere Unternehmen.

### Verkehr

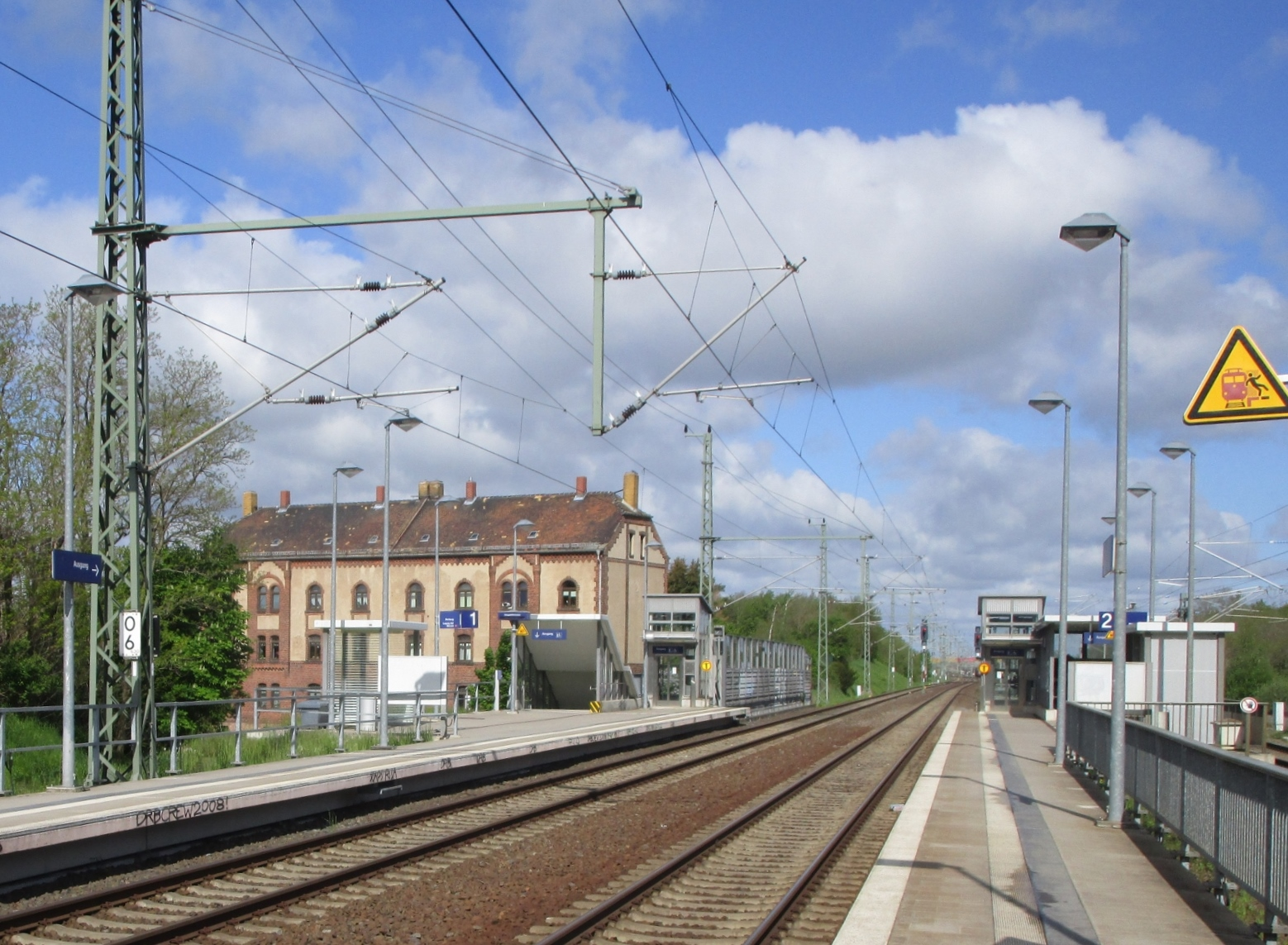
S-Bahnhaltepunkt Leipzig-Lützschena

Lützschena-Stahmeln verfügt über Anbindungen an die Verkehrsträger Straße und Schiene. Es liegt an der Bundesstraße 6, dessen Teilabschnitt von Halle nach Leipzig verläuft. Mit der Straßenbahnlinie 11 wird die Ortschaft mit der Stadt Leipzig verbunden, das Güterverkehrszentrum mit der Buslinie 91. Darüber hinaus wird der Ortsteil von der Bahnstrecke Leipzig-Wahren–Leipzig Hbf durchzogen, an der über den Haltepunkt Lützschena halbstündlich Anschluss an die Linie S3 der S-Bahn Mitteldeutschland nach Halle und in die Leipziger Innenstadt besteht.

### Bildung
Die einzige Schule im Ortsgebiet ist die heutige Grundschule Stahmeln mit einer Nebenstelle in Lützschena. Die Schule wurde am 2. Oktober 1898 eröffnet. Zuvor besuchten die Schüler aus Lützschena-Stahmeln die Schule in Wahren. 1979 wurde die Schule in „Hans-Otto-Oberschule“ umbenannt. 1991 trat das neue Sächsische Schulgesetz in Kraft. Die Schule erhielt den Namen „Grundschule Stahmeln“, und es werden seitdem nur noch Schüler von Klasse 1 bis 4 unterrichtet. Im Jahr 2009 konnte „111 Jahre Schule Stahmeln“ gefeiert werden. Die ehemalige Grundschule in Lützschena wird als Hort genutzt.

### Medizinische Einrichtungen
Eine Allgemeinarztpraxis, ein Zahnarzt und ein Tierarzt befinden sich in Lützschena, direkt an der Haltestelle der Straßenbahnlinie 11. Eine weitere Allgemeinarztpraxis ist in unmittelbarer Nähe des ehemaligen Rathauses. Die nächstgelegenen Krankenhäuser, die Helios-Klinik Schkeuditz und das Sächsische Krankenhaus Altscherbitz als Fachklinik für Psychiatrie und Neurologie mit 235 Betten, befinden sich etwa 4 km entfernt in der Stadt Schkeuditz.

### Sport

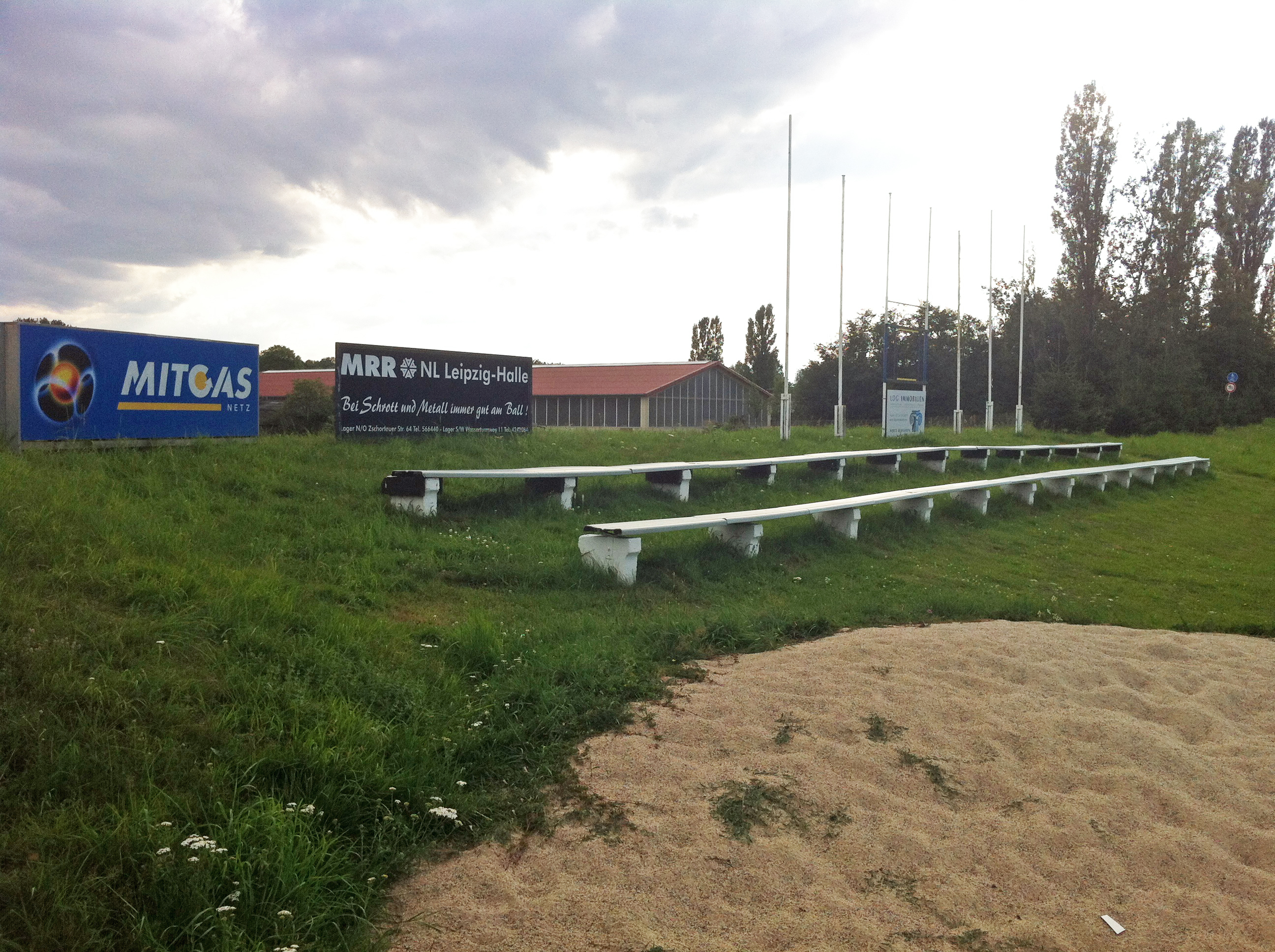
Tribüne des RC Leipzig

Es gibt Sportplätze in Lützschena und Stahmeln. In Stahmeln gibt es zusätzlich eine Sporthalle, die auch von der Grundschule Stahmeln genutzt wird. Der Sportplatz in Lützschena ist die Sportstätte des Fußballverein SV Sternburg Lützschena. Der Rugby-Bundesligaverein Rugby Club Leipzig trägt seine Spiele in Stahmeln aus. Darüber hinaus gibt es in der Ortschaft den Judoverein Leipzig-Stahmeln sowie den Radsportverein ride-le.

### Öffentliche Einrichtungen
Im Rathaus von Lützschena-Stahmeln befindet sich das Büro der ehrenamtlichen Ortsvorsteherin sowie eine Außenstelle des Bügeramts Leipzig, das jeden Mittwoch für wenige Stunden geöffnet ist. Die Freiwillige Feuerwehr besteht seit dem Zusammenschluss der Feuerwehren von Stahmeln und Lützschena am 1. Januar 2013, aus einer gemeinsamen Einrichtung in Lützschena.

### Medien
In Leipzig ist die auflagenstärkste Tageszeitung die Leipziger Volkszeitung. Diese Tageszeitung wurde bis 2019 in der LVZ-eigenen Druckerei in Stahmeln hergestellt. Neben der Leipziger Volkszeitung druckte die Druckerei in Stahmeln auch die Bild-Zeitung sowie die Wochenzeitungen Sachsen Sonntag und Leipziger Rundschau. Die Ortschaft Lützschena-Stahmeln hat mit dem Auenkurier eine eigene Ortszeitschrift, in der öffentliche Mitteilungen sowie Informationen rund um das Leben in der Ortschaft veröffentlicht werden.